# عادل الرشود
عادل الرشود(ولد في 18 مايو 1985 ) لاعب كرة قدم سعودي ويلعب في الدفاع لعب سابقاً مع نادي الشرق.